# Église Saint-Félix de Lézignan-Corbières
L'église Saint-Félix de Lézignan-Corbières est une église située en France à Lézignan-Corbières, dans le département de l'Aude en région Occitanie.
Elle dépend du diocèse de Carcassonne et Narbonne et fait l'objet d'une inscription au titre des monuments historiques depuis 1951.

## Historique

### DuIXeauXesiècle
L'église Saint-Félix primitive carolingienne est fondée dans la même période que la ville de Lézignan vers le IXe siècle puisqu'elle apparaît déjà dans un diplôme de 899.

### XXesiècle
L'édifice est inscrit au titre des monuments historiques le 7 février 1951.

## Description du bâtiment
L'église Saint-Félix est de style gothique méridional, caractérisée par une nef sans collatéraux ni transept ni déambulatoire à l'identique de la plupart des églises du Narbonnais.
Elle a été érigée sur une église carolingienne du IXe ou Xe siècle, remplacée par une église romane puis par l'église actuelle.
Les seuls vestiges visibles de l'époque carolingienne résident dans le mur occidental (ouest), percé d'un oculus côté sud. Ce mur permet de visualiser les traces successives des époques carolingienne, romane et gothique.
Des travaux de restauration entrepris au début du XXIe siècle ont permis de dégager le crépi du mur intérieur ouest et de mettre au jour le mur carolingien original.
- Évolution de l'église Saint-Félix du Xe au XIe siècle

Évolution de l'église Saint-Félix du
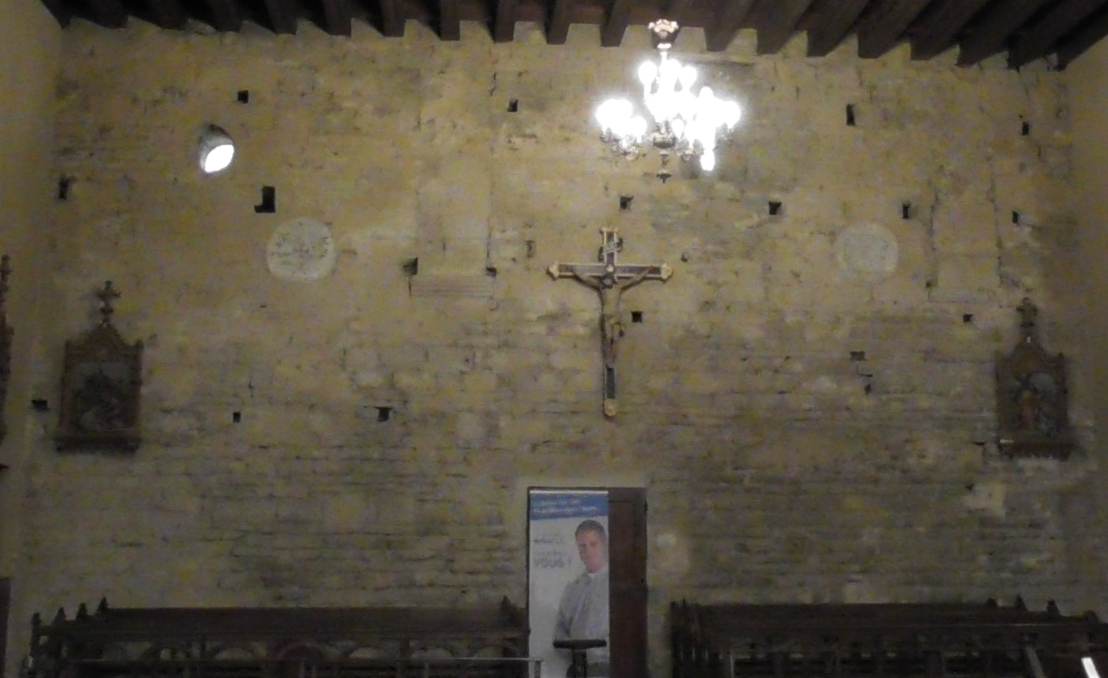
Mur intérieur de l'église primitive carolingienne.
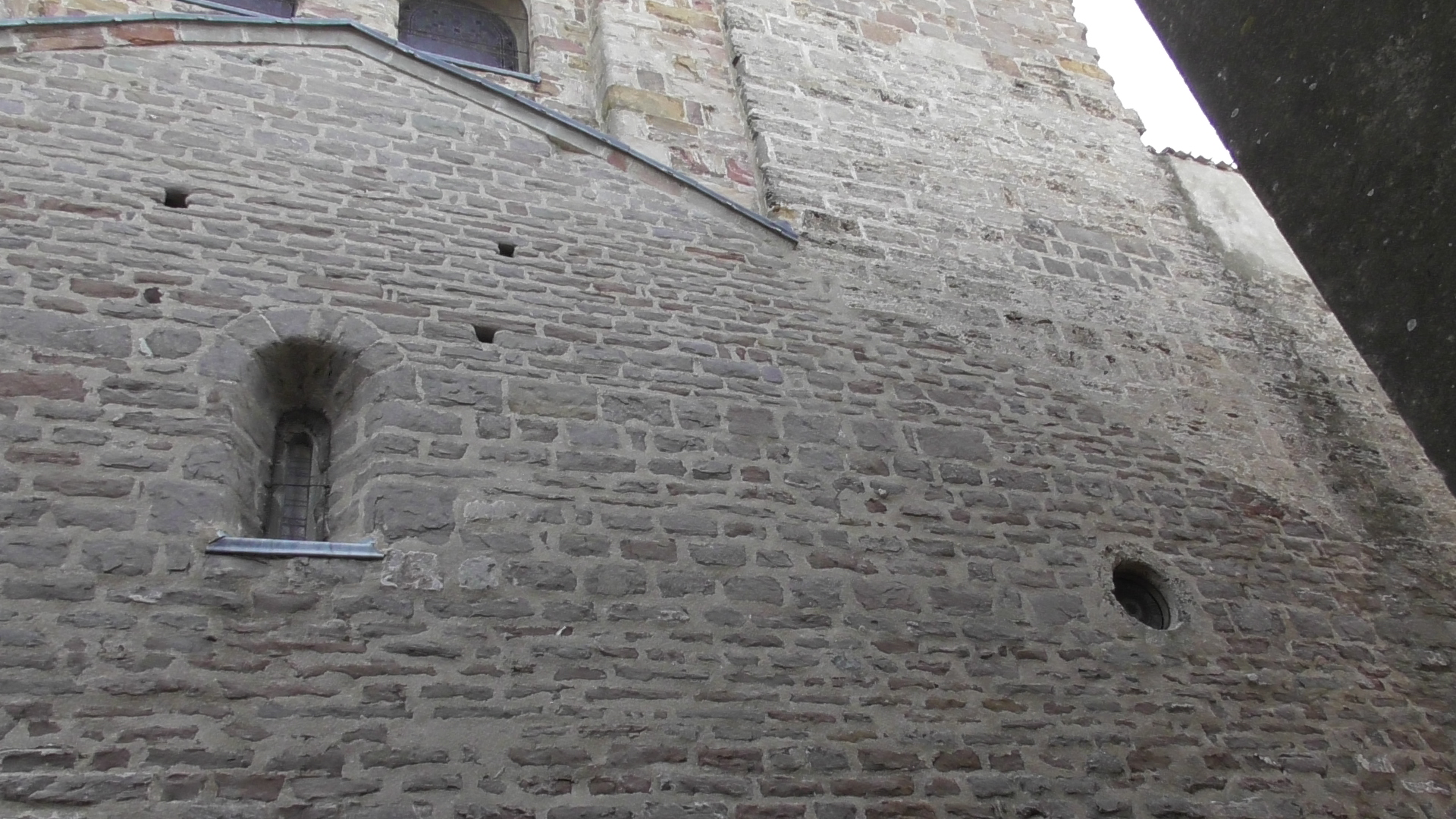
Vestiges de l'église carolingienne primitive.
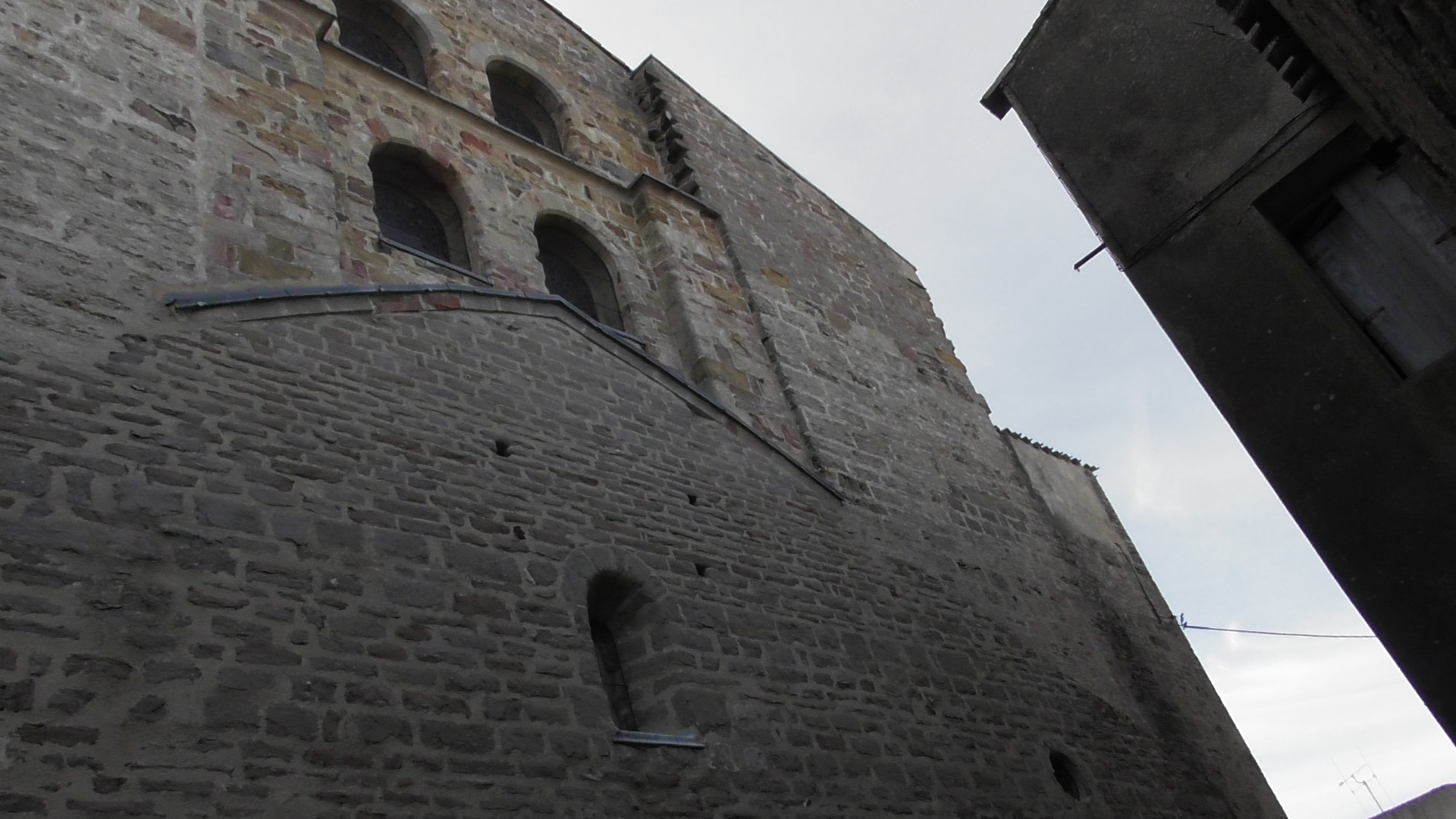
Vestiges romans au-dessus de l'église primitive.

La construction de la nouvelle l'église gothique a commencé aux XIIIe – XIVe siècle par le chevet.
L'abside compte 7 panneaux voutés d'ogive en hémicycle dont 4 sont aveugles, les trois autres sont percés de baies-fenêtres avec des vitraux dédiés à sainte Colette pour celui du nord, saint Régis pour celui du sud et à saint Félix pour le vitrail central à l'est. C'est ce dernier dans lequel on retrouve les armoiries originales de la ville (D'azur aux trois fleurs de lys d'or) dans le deuxième panneau en partant d'en-bas.
Le maître autel d'origine, probablement du XVe siècle a été remplacé par un autre en marbre de couleur au XVIIIe siècle.
Au nord du chœur et en limite de l'arc triomphal, on trouve une tourelle carrée dont l'accès se trouve en regard côté chœur et au sud la sacristie dont la partie la plus récente date du XIXe siècle. Tourelle et masse-poids  à l'ouest de la sacristie étayent latéralement l'arc triomphal.

L'abside et le chœur
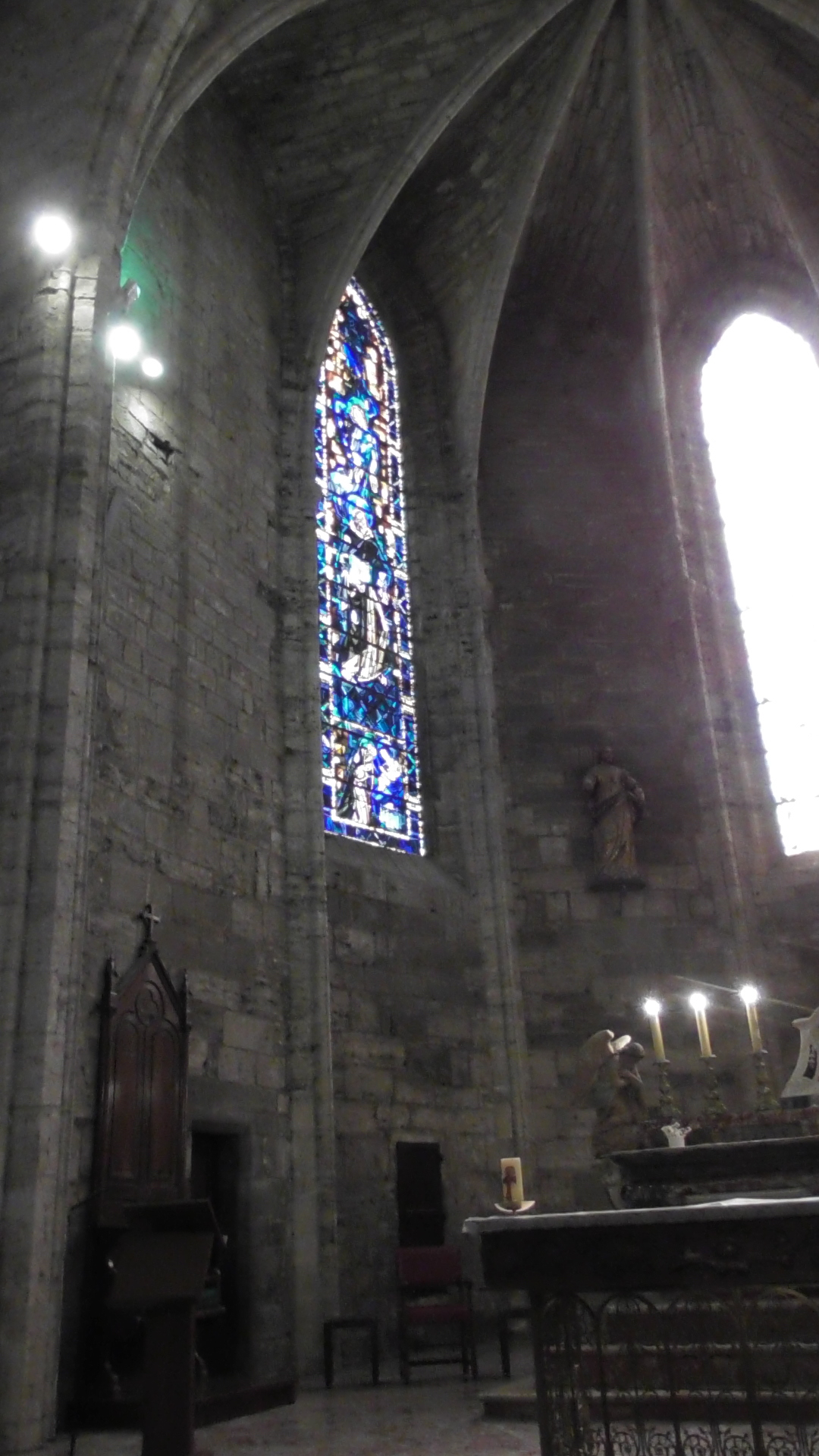
Côté nord du chœur
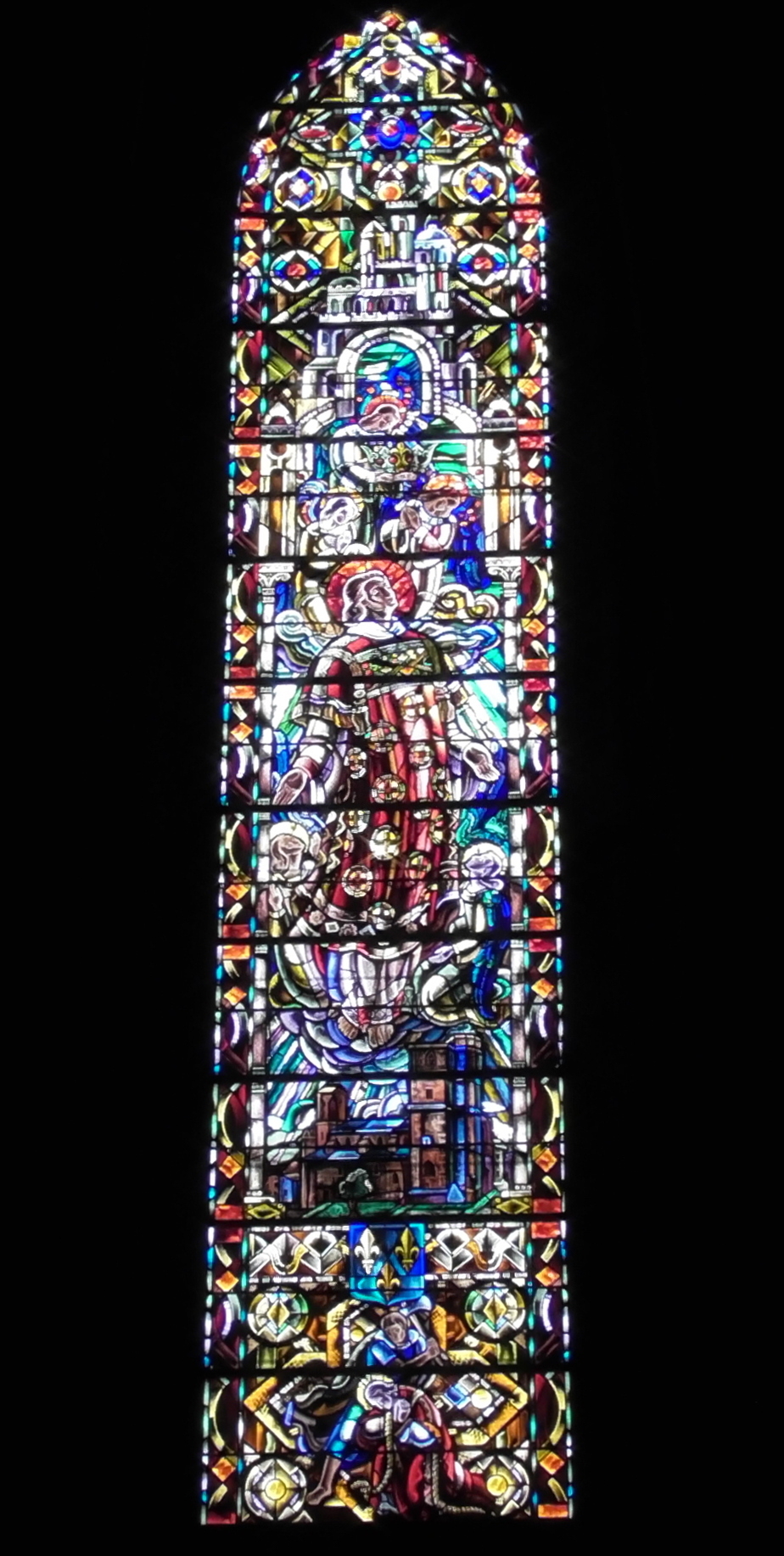
Vitrail central
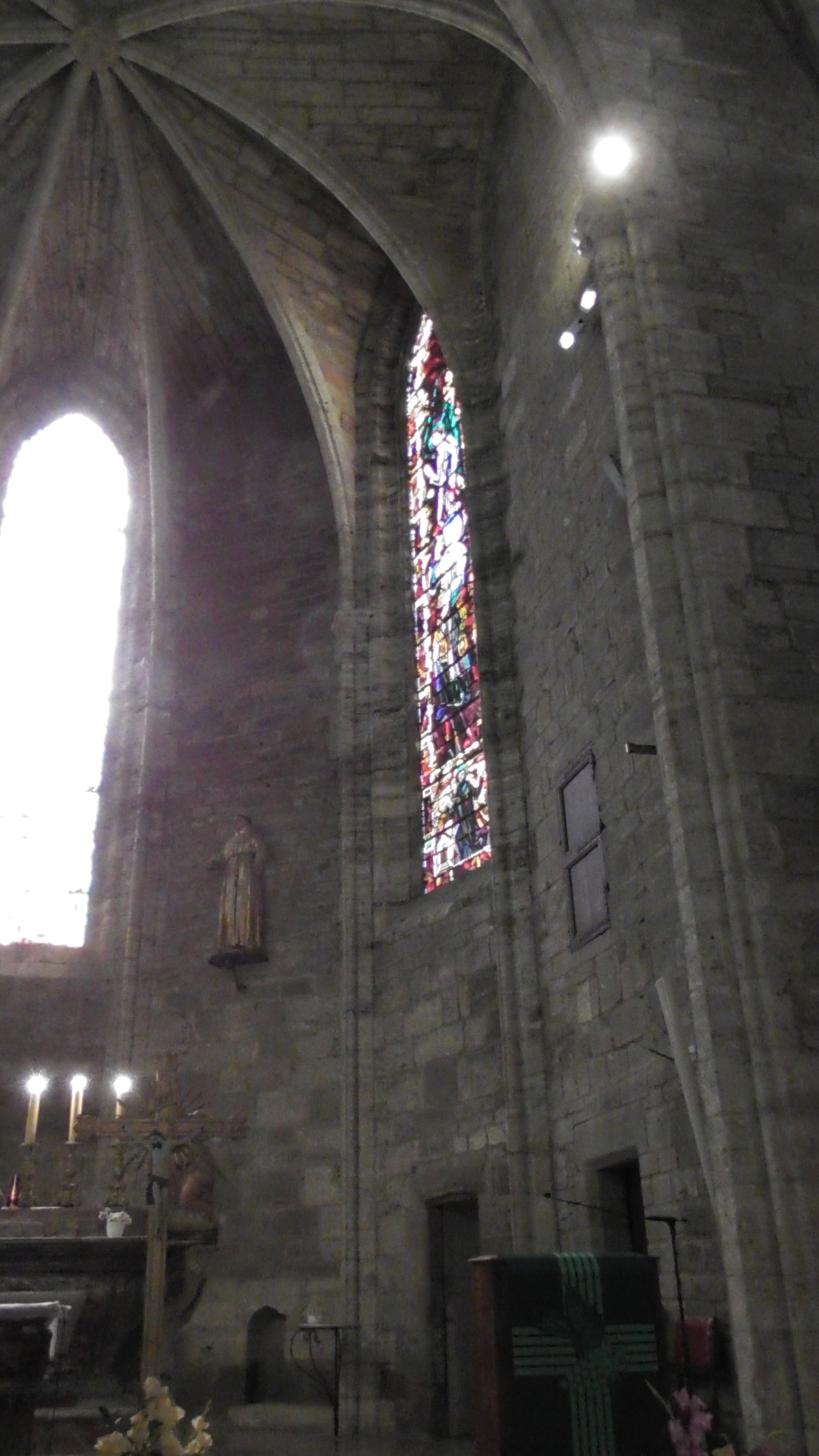
Côté sud du chœur
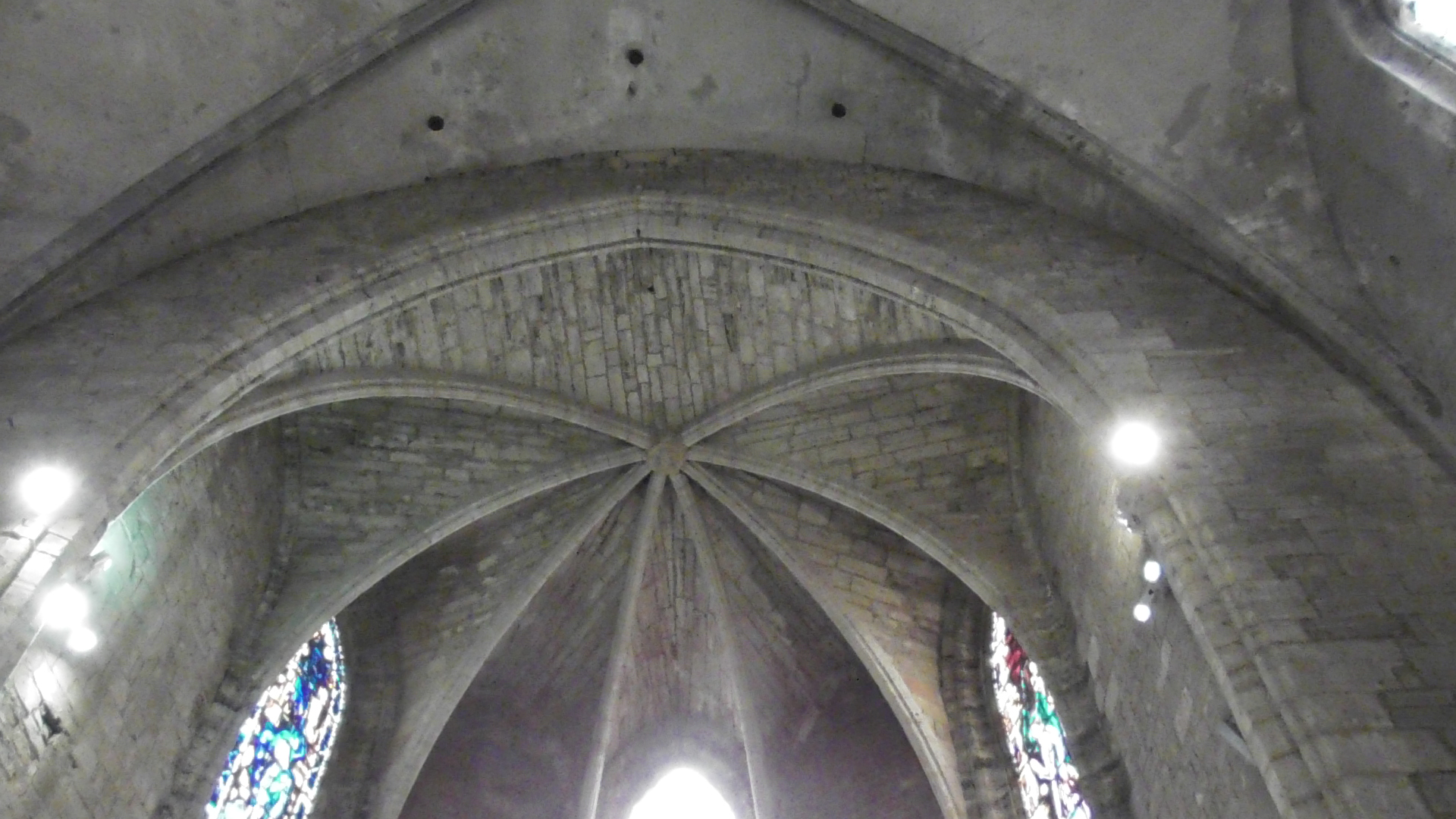
Arc triomphal limitant le chœur
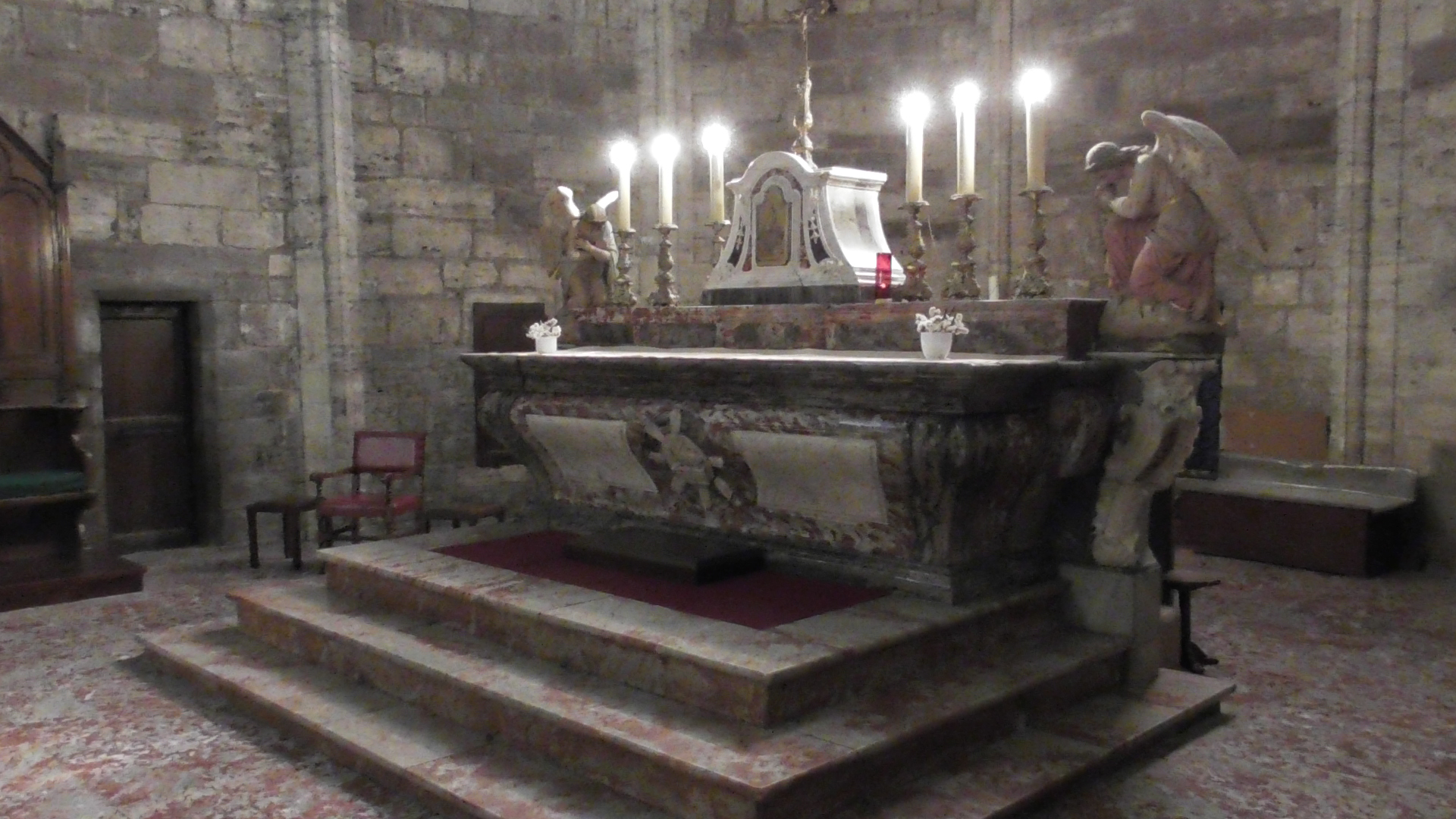
Maître autel

Six chapelles latérales séparées par des masses-poids bordent la nef, éclairées par des baies-fenêtres avec vitrail de formes hétérogènes. Les quatre premières, édifiées côté chœur, datent probablement du XVe siècle.
Elles sont dédiées à saint Joseph, saint Jean et saint Roch côté nord, cette dernière chapelle abritant la Porte des Morts, permettant d'accéder au cimetière primitif au nord de l'église. Les chapelles dédiées à Notre-Dame et saint François ainsi que le Purgatoire sont situés côté sud. La chapelle Saint-François reçut les tableaux, bustes et statues du monastère des Clarisses en 1792 lors de sa sécularisation.
La nef est caractérisée par des arcs doubleaux reposant sur des piliers séparant les chapelles latérales. À l'origine, la charpente reposait sur les 4 arcs doubleaux et les 8 arcs diagonaux de la nef. La voûte actuelle en brique n'est construite qu'au XIXe siècle. La toiture initiale était en lauzes.
La tribune, assez différente du style général de l'église est édifiée au XIXe siècle. Un orgue pneumatique y est installé et sert pour les offices.
L'achèvement de l'église au XVe siècle concerne la dernière travée avec ses deux chapelles, le clocher-donjon et le porche.
Le donjon-clocher, puissante et massive tour carrée, est éclairé par des ouvertures réduites. Son escalier à vis est en saillie du clocher-donjon sur le mur ouest et est plus haute d'un étage, permettant l'accès à la chambre des cloches et au toit du clocher.
Le porche d'entrée est édifié au deuxième tiers du XVe siècle sur l'emplacement de l'ancien clocher roman, après la construction de l'actuel clocher-donjon du XVe siècle.

Eléments d'architecture intérieure et extérieure de l'église
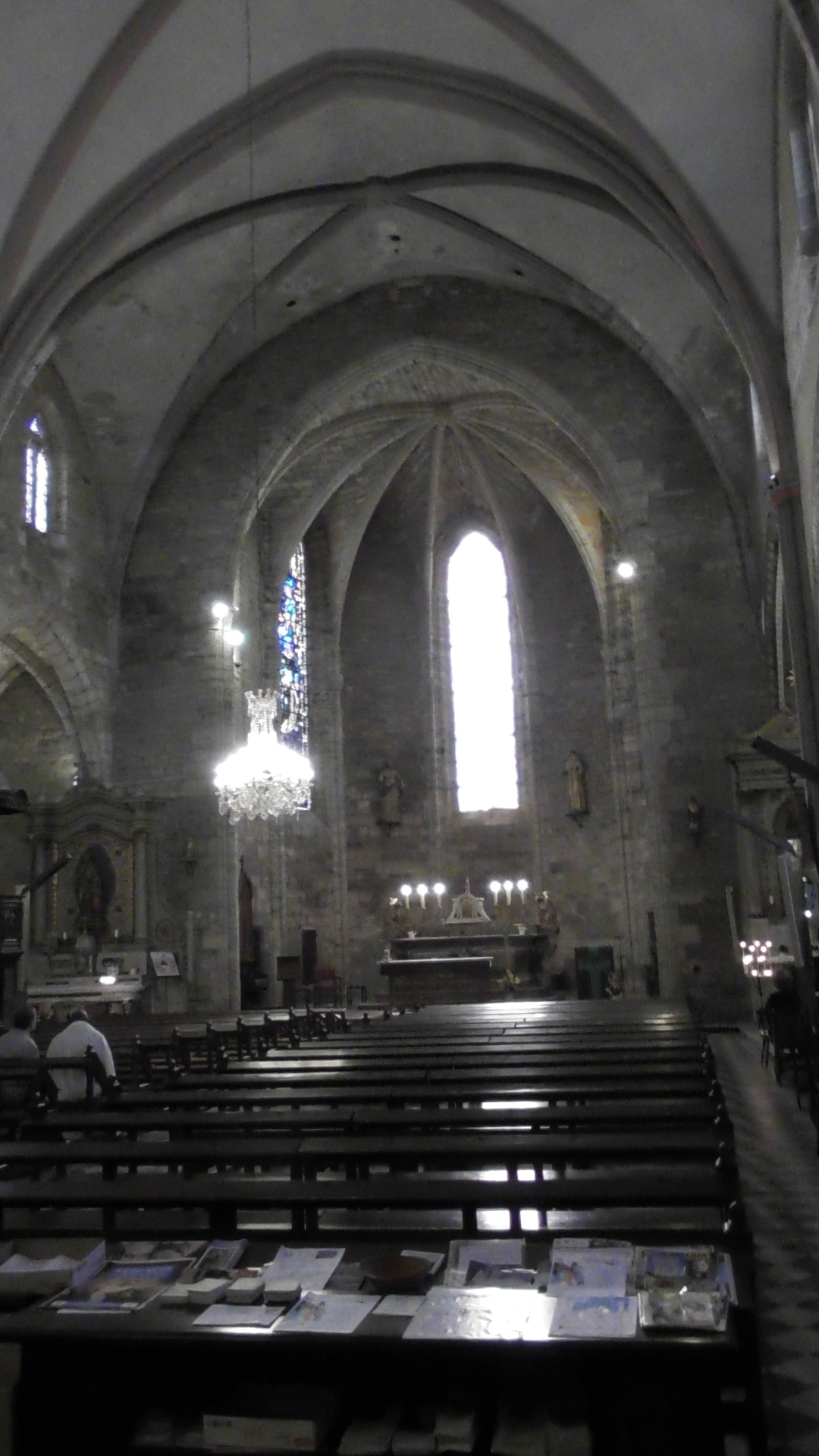
Nef de Saint-Félix.
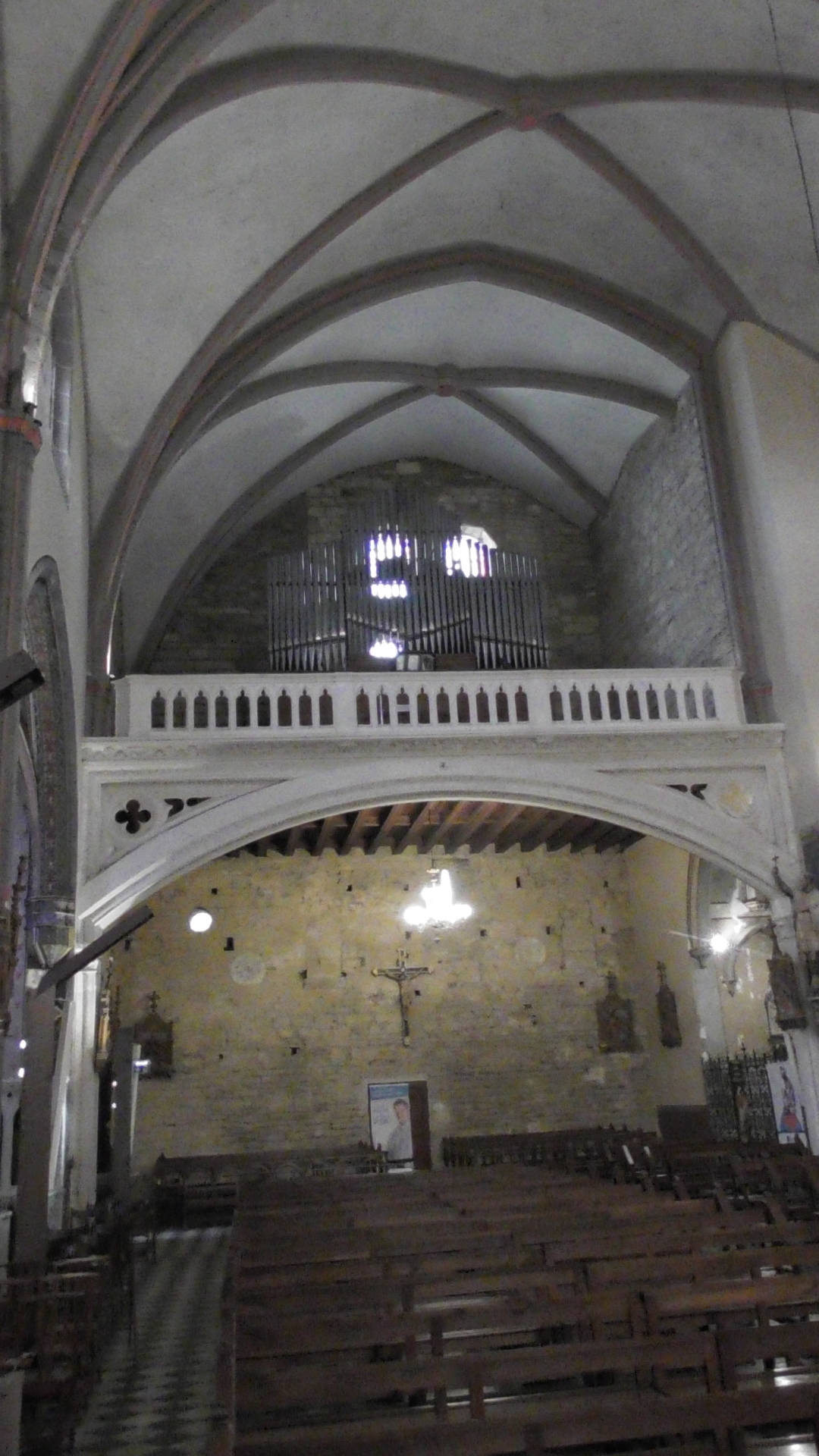
Tribune de Saint-Félix.
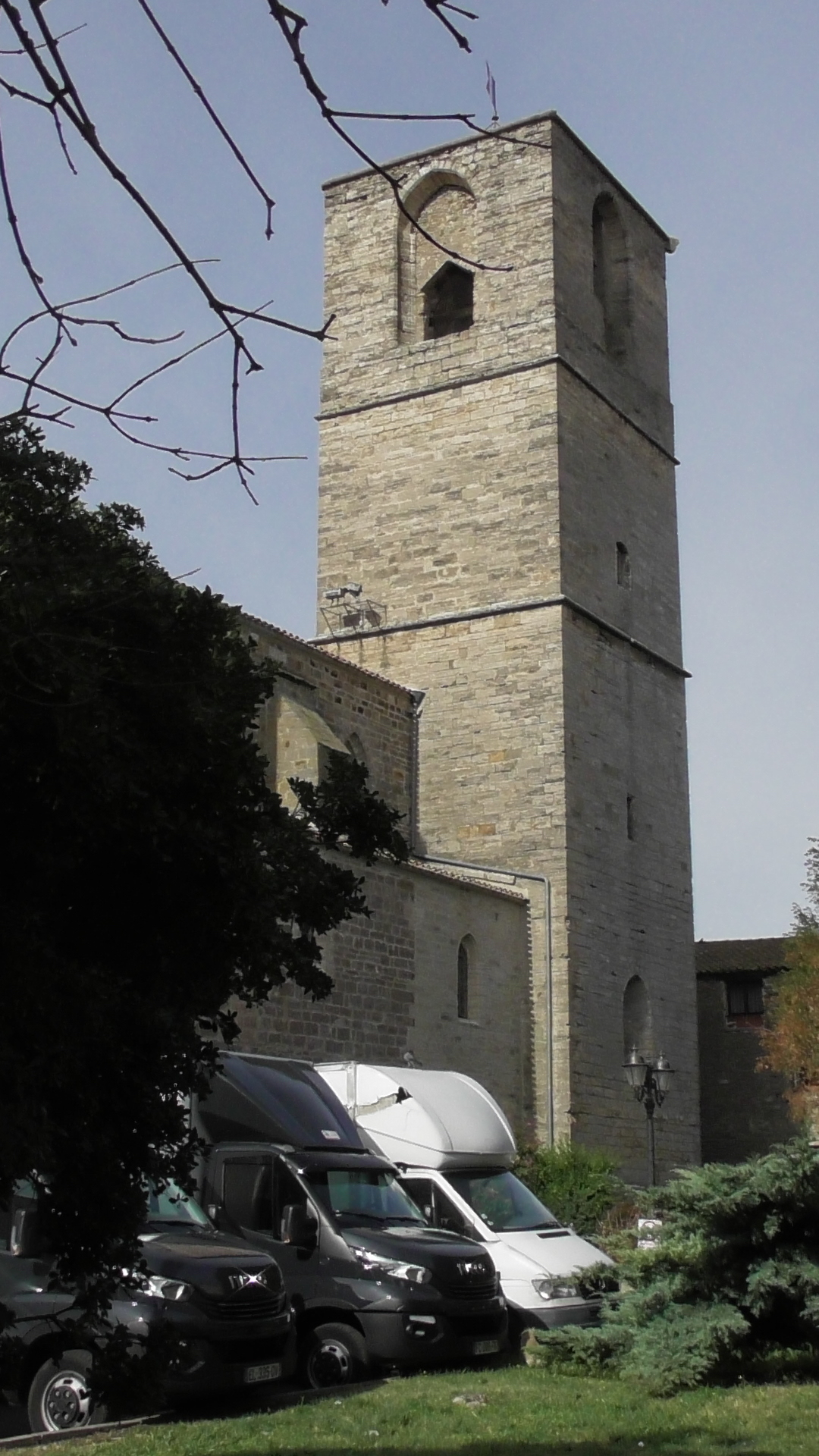
Clocher-donjon.
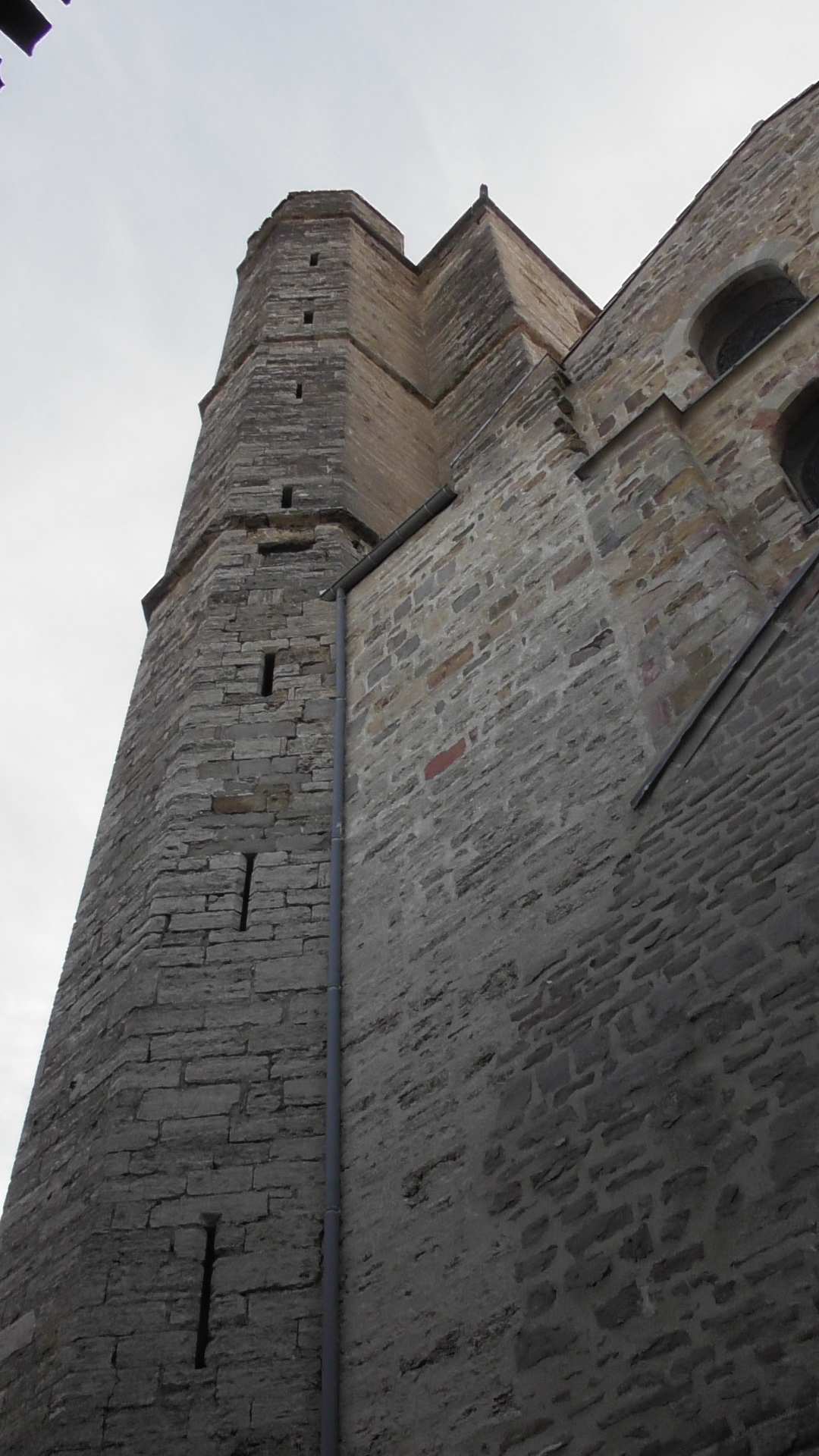
Tourelle d'accès au clocher.
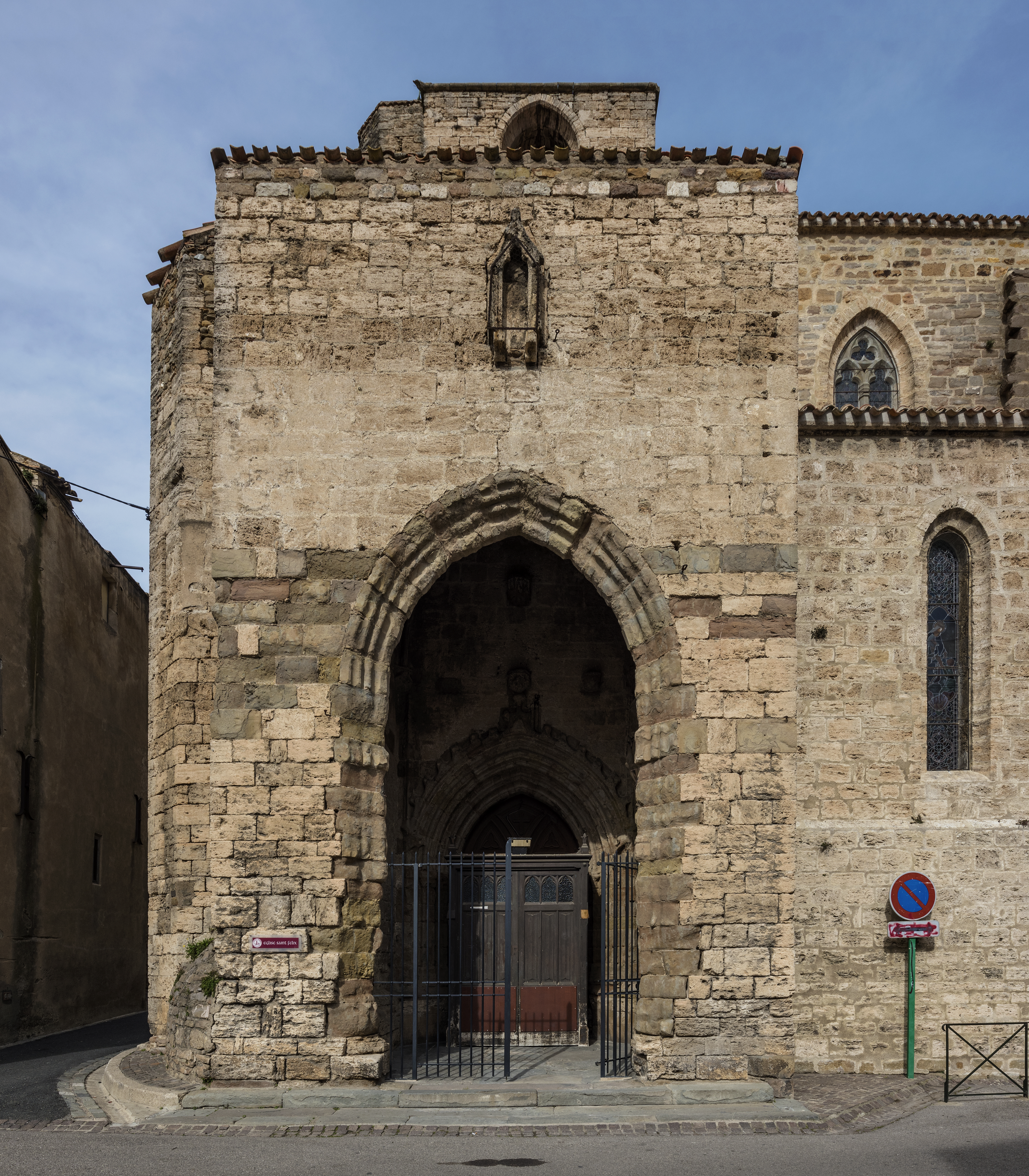
Porche d'entrée.

## Trésors de l'église

### Liste des trésors
- La bienheureuse Bonne d'Armagnac,
- Sainte-Claire d'Assise, patronne de l'ancien monastère des Clarisses,
- Saint-François recevant les stigmates, œuvre du XVIIe siècle,
- Deux statues de saints (dans le chœur) dont l'un serait Saint-Antoine de Padoue,
- Le maître-autel du XVIIIe siècle,
- La chaire à prêcher des XVIIe / XVIIIe siècle

Les trésors de l'église
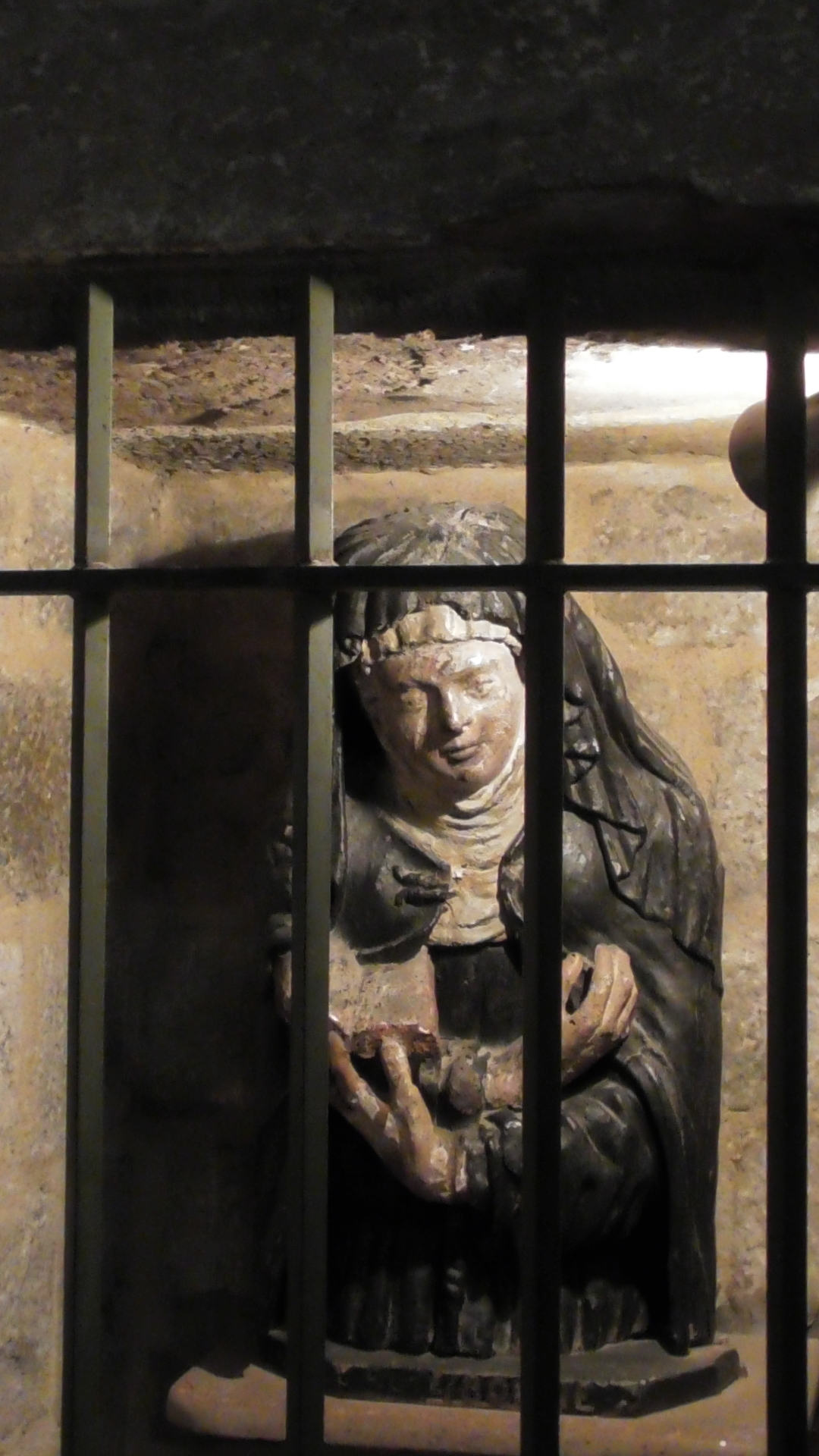
Bonne d'Armagnac
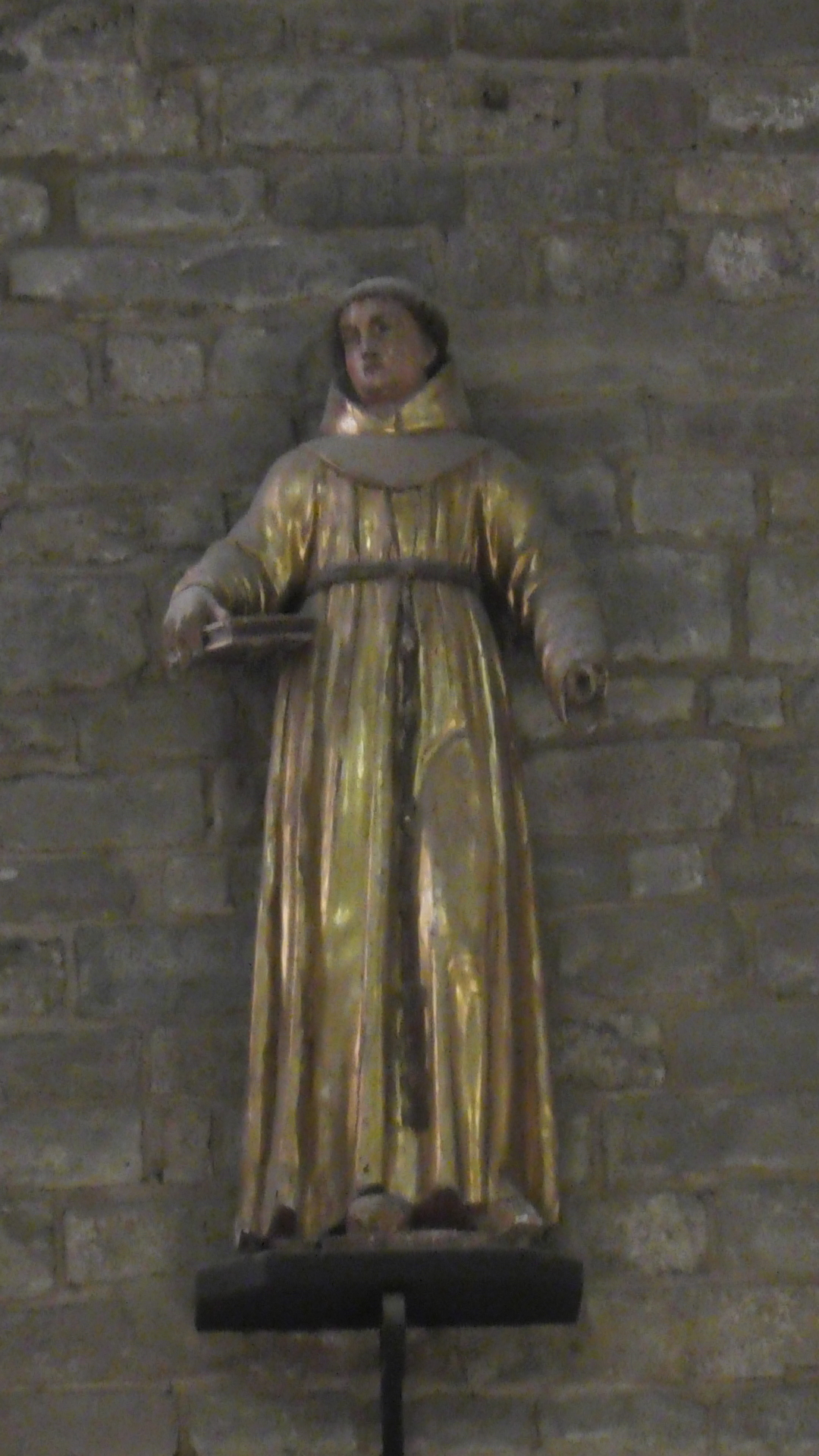
Côté nord du chœur.
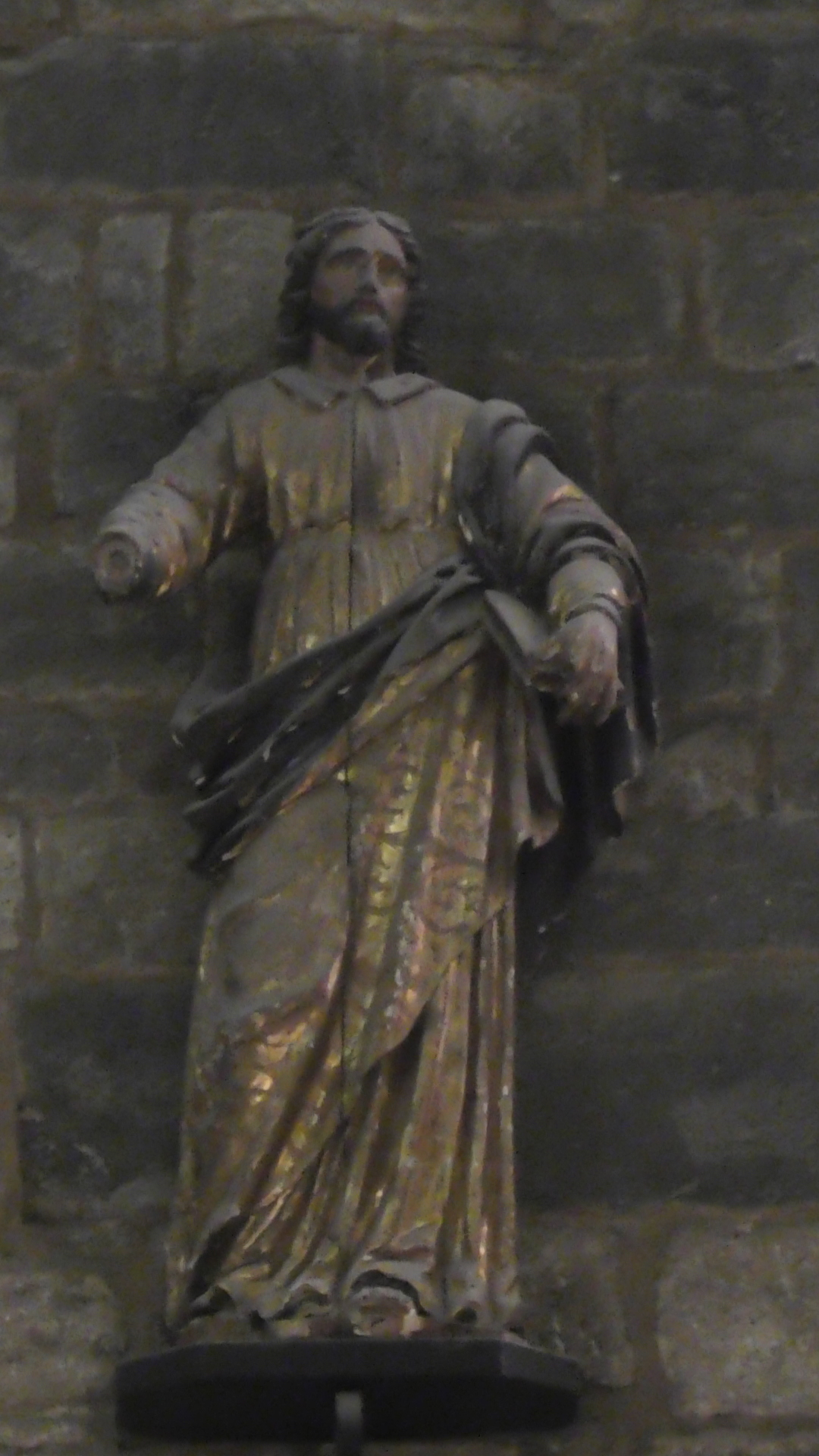
Côté sud du chœur.
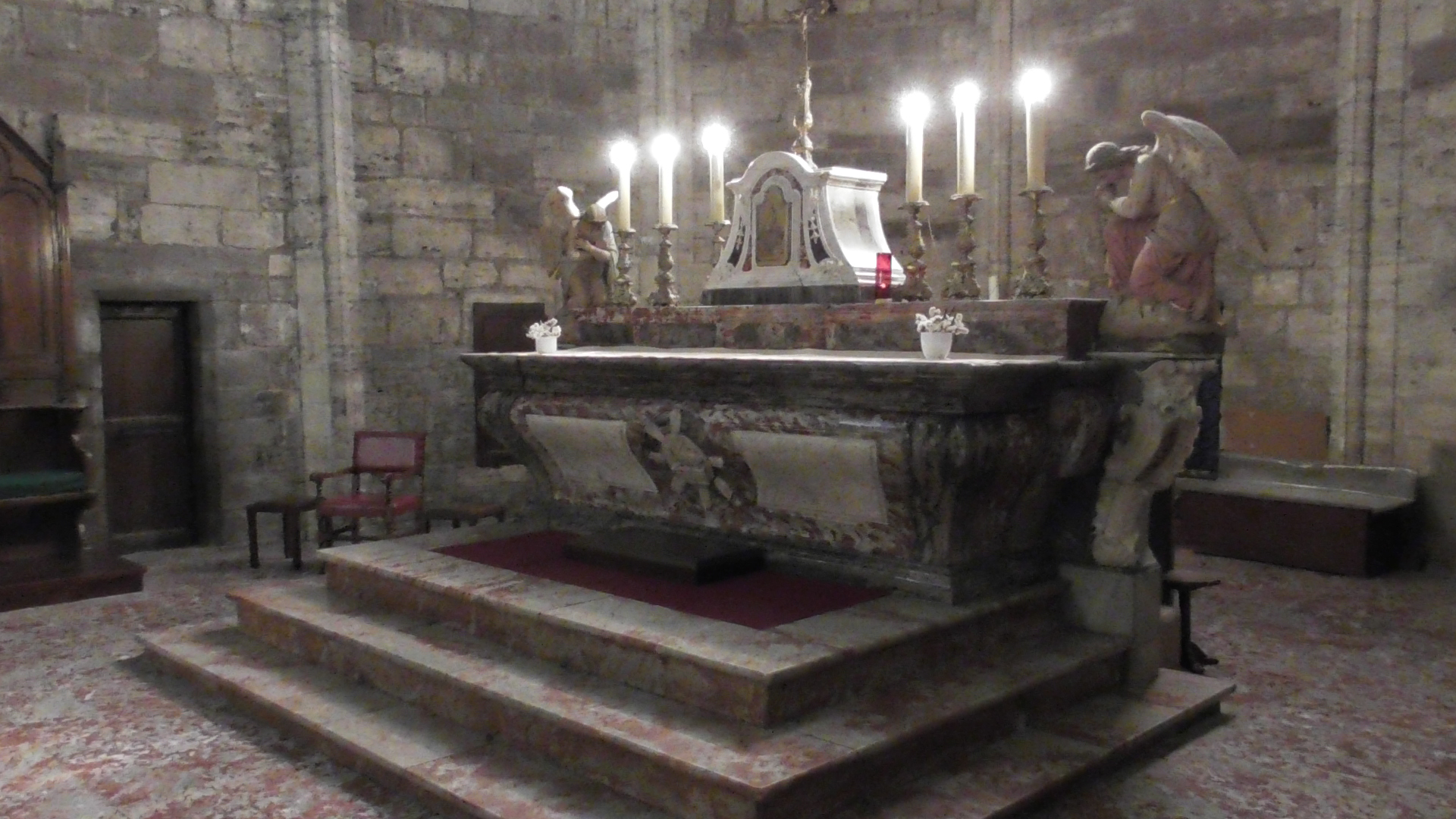
Maître autel.

### Vols
Plusieurs vols ont été commis au préjudice du trésor de l'église :
- le buste de la bienheureuse Bonne d'Armagnac a été volé le 22 novembre 1980 et restitué depuis,
- un panneau peint de la Nativité, de l'école allemande du XVe siècle dérobé en mai 1981,
- plusieurs ciboires, calices et patènes des XVIIe et XVIIIe siècles ont également été volés dans la nuit du 23 au 24 octobre 1990.